# День всех усопших верных

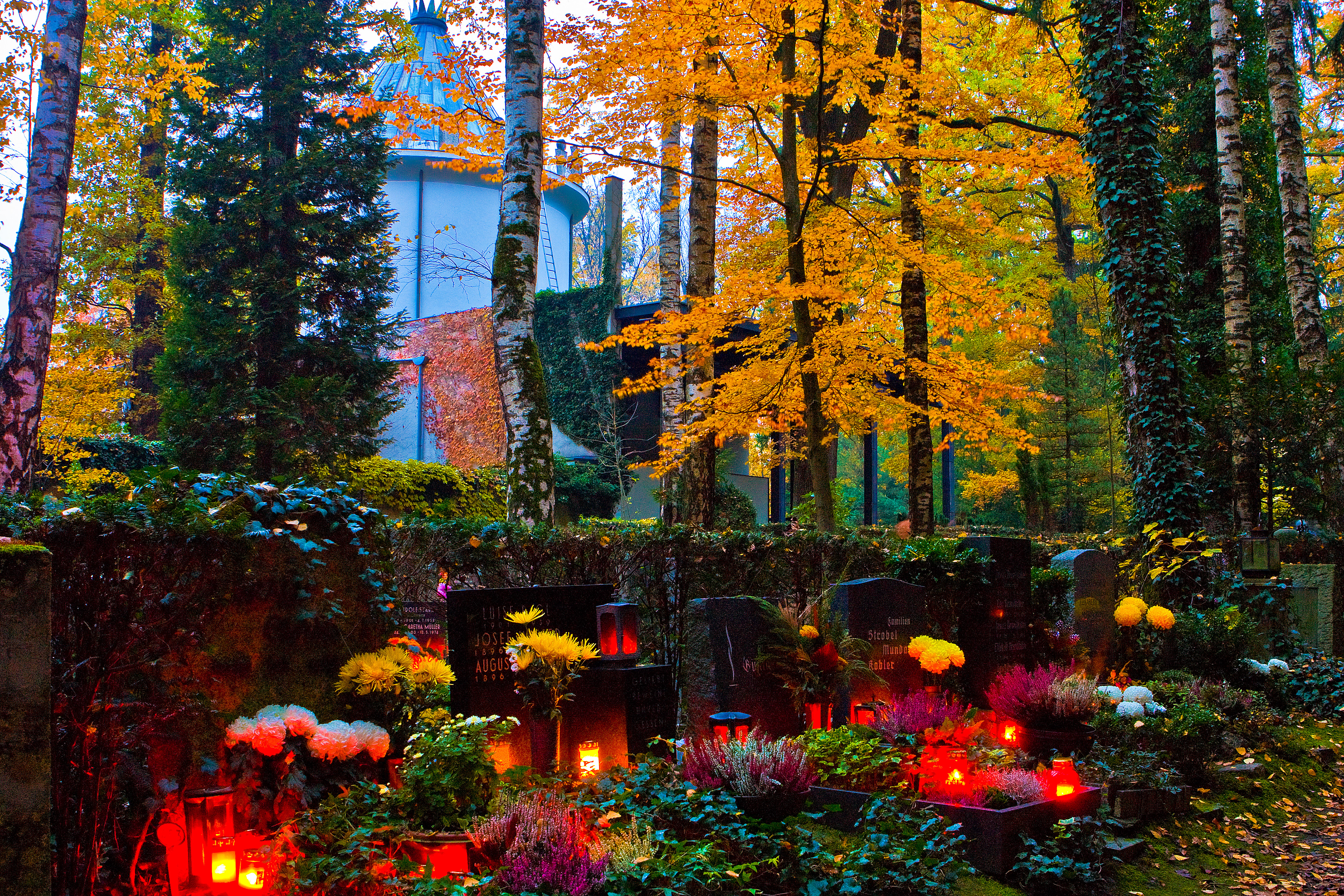
Кладбище в Австрии в День всех усопших верных

День всех усопших верных, или Поминовение всех усопших верных (лат. [Dies] in commemoratione omnium fidelium defunctorum), также День поминовения душ умерших родственников — день поминовения усопших верных в римско-католической церкви, отмечаемый 2 ноября, вслед за Днём всех святых.
В отличие от Дня всех святых, это прежде всего поминовение умерших родных и близких. В этот день в разных странах принято ходить на кладбища, убирать могилы зеленью и цветами, зажигать на них свечи, устраивать общую семейную трапезу.

## Происхождение
День всех усопших верных был введён аббатом Одилоном Клюнийским во всех храмах бенедиктинского аббатства Клюни во Франции. До наших дней сохранился его декрет, датированный 998 годом. Вскоре эта традиция распространилась повсеместно на всю католическую церковь. В Риме этот праздник появился в начале XIV века.
С теологической точки зрения этот день связан с чистилищем, где проходят очищение умершие, получающие поддержку от живущих через молитву, пост и подаяние.
С празднованием этого дня связана легенда о том, как пилигрим, возвращавшийся из Святой земли, был выброшен штормом на пустынный остров. Отшельник, живший там, рассказал ему, что посреди скал есть трещина, ведущая в чистилище, откуда раздаются стоны душ грешников. Он также утверждал, что слышал, как демоны жаловались на силу молитв, спасающих их жертвы, в особенности приносимых за умерших монахами аббатства Клюни. Вернувшись домой, пилигрим рассказал об этом аббату Одилону Клюнийскому, который и установил 2 ноября днём заступничества за души всех умерших в чистилище перед Богом.
День поминовения усопших отмечается в Римско-Католической церкви только один раз в год, в то время как в православии таких дней несколько. Богослужение этого дня зависит от структуры литургического года, и если он выпадает на воскресенье, то переносится на следующий день, как это случилось, например, в 2008 году.

## Славянские традиции дня

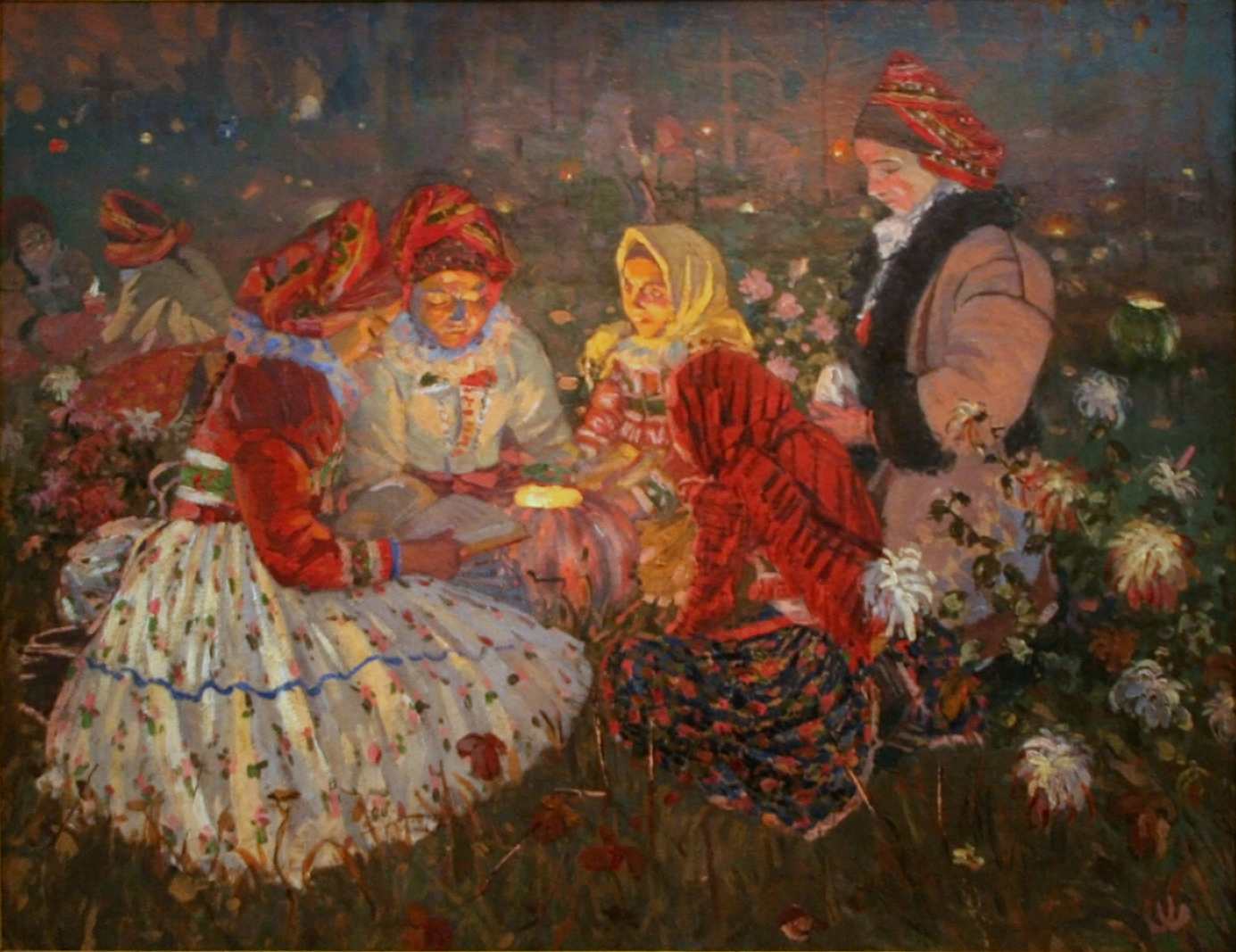
«Душечки» в Словакии

Задушки (з.-бел. Задушны дзень; пол. Zaduszki, Zaduszki jesienne, Święto zmarłych; словац. Všechsvätych deň, Spomienkový deň, Pamiatka zosnulých, Dušičky; хорв. Dušni dan, Mrtvih dan; словен. Dušno, Svi sveti) — у славян-католиков главные в году поминальные дни, приуроченные к первым числам ноября, которые совпадают с церковными датами поминовения Всех Святых (1 ноября) и душ умерших родственников (2 ноября).
В народном восприятии две даты церковных поминальных праздников практически не различались, во многих местах день Всех Святых рассматривался как канун главного «задушного» дня (2 ноября), к которому относился основной комплекс обрядов. В его составе главными и наиболее обязательными считались обычаи приготовления ритуальных блюд, предназначенных для душ умерших. В польских церковных поучениях XVII века сохранились свидетельства о попытках искоренить языческую традицию приносить на могилы и в храмы поминальную пищу.
Традиционные верования о приходе душ с «того света» на землю приурочены к разным датам годового цикла, однако специально предназначенными для поминовения родных и близких днями считались осенние задушки. Устойчивой у славян-католиков была вера в то, что в это время приходят в свои дома умершие члены семьи, что они бродят во дворе, собираются под окнами дома или слева от входной двери; проникая в дом, они пытаются обогреться возле печи, ищут оставленную для них поминальную пищу; перед возвращением на «тот свет» сходятся все вместе на ночную службу, которую для них служит в местном костёле дух умершего ксёндза. Людям строго запрещалось видеть такую службу и подсматривать за умершими, иначе это грозило смельчаку суровой карой. Очень популярными у западных славян были поверья о том, что душа умершей матери непременно приходит ночью накануне задушки взглянуть на своих детей. В Силезии утверждали, что души малолетних детей участвуют в массовых процессиях людей на кладбище в виде стайки летящих вслед птиц.

## Дни поминовения в православной церкви
В Православных и в Грекокатолических церквях несколько дней поминовения усопших верных, выпадающих обычно на субботы.
В Православных церквях днём поминовения служит 9-й и 40-й дни после смерти и сам день смерти, а также ежегодные общие дни поминовения верных: Мясопустная суббота (перед Мясопустным воскресеньем), Троицкая суббота накануне Дня Святой Троицы, Родительские субботы в Великий пост (2, 3 и 4-я недели), Радоница — вторник на Фоминой неделе и Дмитриевская суббота. Поминовение в Мясопустную субботу идёт со времён апостолов, в Радоницу — со времён Иоанна Златоуста и Амвросия Медиоланского, в Дмитриевскую субботу — с 1380 года, оно было установлено, согласно церковному преданию, Дмитрием Донским в память убитых в битвах с монголами русских воинов.